# Coupe du monde de course en montagne 2021
Navigation
2020 2022
La Coupe du monde de course en montagne 2021 est la vingt-deuxième édition de la Coupe du monde de course en montagne, compétition internationale de courses en montagne organisée par l'association mondiale de course en montagne.

## Règlement
Les courses sont réparties en trois formats distincts :
- Vertical : distance d'environ 3 à 8 km avec un dénivelé positif compris entre 750 et 1 000 m (150 à 250 m/km)
- Classique : distance d'environ 9 à 21 km, dénivelé positif et négatif entre 100 et 150 m/km
- Long : distance d'environ 22 à 45 km, dénivelé positif et négatif entre 80 et 120 m/km

Le calcul des points est identique dans les catégories féminines et masculines. Pour être classé, un athlète doit participer à au moins deux épreuves. En plus du classement général, un classement par format est effectué. Le score final de chaque catégorie cumule les 3 meilleures performances de la saison et celui général, les 7 meilleures performances toutes catégories confondues.
Un bonus de 15 points est accordé aux participants de la finale générale, à Chiavenna.  Un bonus de participation de 40 points est accordé aux athlètes prenant part à au moins 5 courses de formats long et classique. Un bonus supplémentaire de 24 points est accordé aux athlètes prenant part à au moins 8 courses (toutes catégories confondues). De plus, un bonus de 24 points est accordé aux athlètes prenant part à au moins une course de chaque format. Ces bonus sont cumulables mais ne s'appliquent qu'au classement général. Ainsi, un athlète prenant part à 8 courses dans les 3 formats reçoit un bonus de participation de 88 points. Les athlètes doivent terminer dans les points afin que la course soit comptabilisée pour les bonus.
| Classement | 1er | 2e | 3e | 4e | 5e | 6e | 7e | 8e | 9e | 10e | 11e | 12e | 13e | 14e | 15e | 16e | 17e | 18e | 19e | 20e | 21e | 22e | 23e | 24e | 25e |
| ---------- | --- | -- | -- | -- | -- | -- | -- | -- | -- | --- | --- | --- | --- | --- | --- | --- | --- | --- | --- | --- | --- | --- | --- | --- | --- |
| Points     | 100 | 90 | 85 | 80 | 75 | 70 | 65 | 60 | 55 | 50  | 45  | 40  | 35  | 30  | 25  | 20  | 15  | 10  | 5   | 4   | 1   | 1   | 1   | 1   | 1   |

## Programme
Le calendrier se compose de seize courses réparties sur douze événements comprenant sept courses classiques, six courses longues et trois kilomètres verticaux. Toutes les épreuves du calendrier 2020, exception faite de la Nordkette Vertical, sont reportées. Cinq nouvelles épreuves s'y ajoutent, le Broken Arrow Vertical Kilometer aux États-Unis, la Tatra Race Run et le Tatra Sky Marathon en Pologne, la montée du Nid d'Aigle en France et le Trofeo Ciolo en Italie.
Initialement agendées aux 18 et 20 juin, les courses de la Broken Arrow Skyrace sont reportées aux 1er et 3 octobre en raison de la pandémie de Covid-19.
| Nom de la course                    | Distance | Dénivelé            | Pays       | Date              | Type      |
| ----------------------------------- | -------- | ------------------- | ---------- | ----------------- | --------- |
| Tatra Race Run                      | 24,2 km  | +/-2 019 m          | Pologne    | 26 juin 2021      | long      |
| Course de montagne du Grossglockner | 13,4 km  | +1 265 m / -150 m   | Autriche   | 11 juillet 2021   | classique |
| Montée du Nid d'Aigle               | 19,5 km  | +2 000 m / -100 m   | France     | 17 juillet 2021   | classique |
| Tatra Sky Marathon                  | 42 km    | +/-3 500 m          | Pologne    | 24 juillet 2021   | long      |
| Sierre-Zinal                        | 31 km    | +2 200 m / -1 100 m | Suisse     | 7 août 2021       | long      |
| Semi-marathon de Krkonoše           | 21 km    | +1 220 m / -1 220 m | Tchéquie   | 15 août 2021      | classique |
| Vertical Nasego                     | 4,2 km   | +1 000 m            | Italie     | 4 septembre 2021  | vertical  |
| Trophée Nasego                      | 20,6 km  | +1 336 m/-1 039 m   | Italie     | 5 septembre 2021  | classique |
| Canfranc-Canfranc Maratón           | 45 km    | +/-3 910 m          | Espagne    | 11 septembre 2021 | long      |
| Canfranc-Canfranc 16K               | 16 km    | +/-1 590 m          | Espagne    | 12 septembre 2021 | classique |
| Trofeo Ciolo                        | 11 km    | +496 m / -374 m     | Italie     | 26 septembre 2021 | classique |
| Broken Arrow Vertical Kilometer     | 5,1 km   | +900 m              | États-Unis | 1er octobre 2021  | vertical  |
| Broken Arrow Skyrace                | 26 km    | +/-1 510 m          | États-Unis | 3 octobre 2021    | long      |
| Zumaia Flysch Trail Maratoia        | 42,8 km  | +/-2 916 m          | Espagne    | 3 octobre 2021    | long      |
| Zumaia Flysch Trail Maratoia Erdia  | 22,2 km  | +/-850 m            | Espagne    | 3 octobre 2021    | classique |
| Kilomètre vertical Chiavenna-Lagùnc | 3,3 km   | +1 000 m            | Italie     | 10 octobre 2021   | vertical  |

## Résultats

### Résultats détaillés Long

#### Hommes
Les coureurs italiens présents en force lors de la Tatra Race Run font face aux favoris locaux. Le jeune Marcin Kubica mène la course de bout en bout et s'impose devant son compatriote Piotr Łobodziński. L'Italien Henri Aymonod parvient à tirer son épingle du jeu pour décrocher la troisième marche du podium devant les jumeaux Dematteis.
La course masculine du Tatra SkyMarathon démarre de manière serrée avec l'Espagnol Raúl Criado Sánchez aux commandes jusqu'à mi-parcours. Derrière lui, les Slovaques Miroslav Hraško et Peter Fraňo précèdent le Polonais Andrzej Witek d'une minute. Peter décide de prendre les commandes et fonce vers la victoire. Andrzej l'imite et parvient à décrocher la deuxième marche du podium. Raúl s'accroche pour compléter le podium.
La course Sierre-Zinal offre un plateau très relevé, étant également au calendrier des Golden Trail World Series. Le multiple vainqueur de l'épreuve Kílian Jornet est présent en tant que grand favori. Il prend rapidement les commandes de la course suivi de près par Rémi Bonnet. L'Érytréen Petro Mamu et le Kényan Lengen Lolkurraru se mettent à la poursuite du duo de tête. À Chandolin, Petro lance son attaque pour rejoindre la tête de course mais finit par craquer et termine à une lointaine 29e place. Kílian accélère à mi-parcours et n'est suivi que par Lengen tandis que Rémi est forcé de lever le pied. Parti prudemment, le Britannique Robbie Simpson effectue une excellente remontée en deuxième partie de course, emmenant dans son sillage, Cesare Maestri et Thibaut Baronian. Robbie et Cesare parviennent à doubler Lengen pour terminer sur le podium derrière Kílian qui remporte sa neuvième victoire.
L'Espagnol Fran Naval sonne le premier la charge sur le Canfranc-Canfranc Maratón, devançant les favoris Peter Fraňo et Raúl Criado Sánchez. À mi-parcours, le Slovaque prend les devants et s'échappe en tête. Décidé à ne pas lui offrir la victoire, Raúl accélère pour conserver l'écart avec son compatriote Íñigo Macias sur ses talons. Peter Fraňo parvient à faire la différence pour remporter la victoire tandis que Raúl Criado finit par lever le pied, permettant à Íñigo de lui ravir la deuxième place.
En raison de travaux dans la station de Palisades Tahoe, le parcours de la Broken Arrow Skyrace est raccourci à 23 km. Le double champion du monde de course en montagne Joseph Gray prend les commandes de la course qu'il mène de bout en bout. Il ne parvient toutefois pas à se défaire de Darren Thomas. Joseph Gray défend sa position en tête et remporte la victoire, deux secondes devant son adversaire. Andy Wacker complète le podium.
En l'absence du leader du classement Long Peter Fraňo, l'Espagnol Raúl Criado Sánchez peut espérer s'imposer au classement en terminant au minimum treizième du Zumaia Flysch Trail Maratoia. La tâche s'avère facilitée par le forfait de dernière minutes des favoris Oiher Ariznabarreta et Hassan Ait Chou. Il doit cependant faire face à Ismail Razga mais ne se laisse pas impressionner et prend les commandes de la course dès le départ. Motivé à l'idée de remporter le titre, il s'envole en tête et s'impose avec 24 minutes d'avance. Il remporte avec la manière le classement Long.
| Course                       | Vainqueur           | Deuxième              | Troisième           |
| ---------------------------- | ------------------- | --------------------- | ------------------- |
| Tatra Race Run               | Marcin Kubica       | Piotr Łobodziński     | Henri Aymonod       |
| Tatra Sky Marathon           | Peter Fraňo         | Andrzej Witek         | Raúl Criado Sánchez |
| Sierre-Zinal                 | Kílian Jornet       | Robbie Simpson        | Cesare Maestri      |
| Canfranc-Canfranc Maratón    | Peter Fraňo         | Íñigo Macias Cipriain | Raúl Criado Sánchez |
| Broken Arrow Skyrace         | Joseph Gray         | Darren Thomas         | Andy Wacker         |
| Zumaia Flysch Trail Maratoia | Raúl Criado Sánchez | Ismail Razga          | Igon Mancisidor     |

#### Femmes
La Tatra Race Run voit la lutte en tête entre la Britannique Charlotte Morgan et l'Italienne Alice Gaggi. Charlotte parvient à s'imposer tandis que la Polonaise Iwona Januszyk complète le podium.
Très en confiance après son récent titre de championne du monde de SkyRace, la Tchèque Marcela Vašínová survole littéralement les débats au Tatra SkyMarathon et s'impose en 5 h 2 min 8 s avec plus de dix minutes d'avance sur la coureuse locale Katarzyna Solińska. La Britannique Charlotte Morgan confirme ses bons résultats sur sol polonais en complétant le podium.
Annoncée comme grande favorite à Sierre-Zinal, la Suissesse Maude Mathys assume son rôle et domine le plateau très relevé avec la présence des athlètes de la Golden Trail World Series. Elle domine la course de bout en bout pour s'imposer facilement. Derrière elle, la Néerlandaise Nienke Brinkman crée la surprise en menant le reste du peloton. Récente gagnante du marathon de Zermatt, elle confirme son talent pour la course en montagne en décrochant la médaille d'argent à trois minutes derrière Maude. Anaïs Sabrié effectue une solide course pour compléter le podium devant sa compatriote Blandine L'Hirondel.
Annoncée comme grande favorite sur le Canfranc-Canfranc Maratón, la Britannique Charlotte Morgan assume son rôle avec brio en prenant d'emblée une confortable avance sur ses rivales. Effectuant une solide course, l'Espagnole Eva Mesado semble se diriger vers la deuxième place mais est surprise par la remontée fulgurante de la Française Olivia Magnone qui s'offre la deuxième marche du podium. Charlotte s'impose aisément avec près de vingt minutes d'avance sur ses rivales.
Prenant un départ prudent sur la Broken Arrow Skyrace raccourcie à 23 km, Janelle Lincks s'empare de la tête de course dans la première montée. Creusant peu à peu l'écart en tête, elle s'impose avec plus de trois minutes d'avance sur sa plus proche poursuivante Emkay Sullivan. Bailey Kowalczyk complète le podium.
Grande favorite et mathématiquement assurée de remporter le classement Long en l'absence de ses rivales au titre, la Britannique Charlotte Morgan démontre qu'elle n'est pas venue au Zumaia Flysch Trail Maratoia pour faire de la figuration. Menée dans un premier temps par la locale Oihana Kortazar, Charlotte hausse le rythme en milieu de course pour rattraper sa rivale puis la double pour filer vers la victoire. Elle remporte le classement Long haut la main grâce à trois victoires.
| Course                       | Vainqueur        | Deuxième           | Troisième        |
| ---------------------------- | ---------------- | ------------------ | ---------------- |
| Tatra Race Run               | Charlotte Morgan | Alice Gaggi        | Iwona Januszyk   |
| Tatra Sky Marathon           | Marcela Vašínová | Katarzyna Solińska | Charlotte Morgan |
| Sierre-Zinal                 | Maude Mathys     | Nienke Brinkman    | Anaïs Sabrié     |
| Canfranc-Canfranc Maratón    | Charlotte Morgan | Olivia Magnone     | Eva Mesado Ortiz |
| Broken Arrow Skyrace         | Janelle Lincks   | EmKay Sullivan     | Bailey Kowalczyk |
| Zumaia Flysch Trail Maratoia | Charlotte Morgan | Oihana Kortazar    | Belén Pérez      |

### Résultats détaillés Classique

#### Hommes
Le Kényan Lengen Lolkurraru, nouvelle recrue de l'équipe run2gether, crée la surprise à la course de montagne du Grossglockner en courant en tête aux côtés du tenant du titre, l'Érythréen naturalisé Allemand Filimon Abraham. Les deux hommes sont talonnés par Geoffrey Gikuni Ndungu. Derrière eux, Manuel Innerhofer mène le groupe de poursuivants. Manuel parvient à distancer ses adversaires et à doubler Geoffrey pour récupérer la troisième place. En tête, Lengen parvient à distancer Filimon en fin de course pour s'offrir la victoire.
Les coureurs italiens s'illustrent à la Montée du Nid d'Aigle avec le duo Xavier Chevrier et Francesco Puppi qui se détache en tête devant les Français Julien Rancon et Alexandre Fine. Henri Aymonod, accompagné du Kényan Eric Muthon, double ensuite les Français pour poursuivre ses compatriotes. Xavier parvient à prendre l'avantage et s'impose en 1 h 44 min 25 s, battant de trois minutes le record du parcours détenu par Emmanuel Meyssat. Francesco et Henri complètent le podium.
Comptant comme championnats de Tchéquie de course en montagne longue distance, le semi-marathon de Krkonoše voit la participation des meilleurs spécialistes locaux ainsi que des Kényans de l'équipe run2gether. Très vite, un trio se forme en tête, composé de Geoffrey Gikuni Ndungu, Timothy Kimutai Kirui et Marek Chrascina. Au sommet du Černá Hora après 15 kilomètres, Geoffrey décide d'accélérer afin de larguer ses adversaires. Il s'impose avec près d'une minute d'avance sur son compatriote Timothy tandis que Marek s'accroche pour terminer sur la troisième marche du podium et remporte le titre national.
Fort de sa troisième place à Sierre-Zinal, l'Italien Cesare Maestri prend les commandes de la course du Trophée Nasego, suivi de près par Henri Aymonod, Petro Mamu et les Kényans de l'équipe run2gether. À mi-parcours, Petro Mamu passe en tête et file vers la victoire. Cesare parvient à résister aux assauts d'Eric Muthomi pour conserver la deuxième place.
Vainqueur de l'épreuve en 2020, l'Espagnol Antonio Martínez est annoncé favori au Canfranc-Canfranc 16K. Le Hongrois Sándor Szabó ne se laisse pas impressionner et prend les commandes de la course dans la montée, suivi de près par Daniel Castillo. Antonio fait ensuite parler son expérience du terrain pour doubler ses adversaires et s'adjuger une nouvelle victoire.
L'Érythréen Petro Mamu s'empare le premier des commandes de la course du Trofeo Ciolo. Il est suivi de près par le Kényan Geoffrey Ndungu et les Italiens Alberto Vender, Alex Baldaccini et Daniel Pattis. Le groupe de chasse se livre à une bagarre intense pour tenter de récupérer la tête de course mais aucun ne parvient à doubler Petro. Ce dernier parvient à placer une accélération à moins de deux kilomètres de l'arrivée pour larguer ses adversaires. Il s'impose avec 50 secondes d'avance sur Geoffrey Ndungu. Alex Baldaccini parvient à arracher la troisième marche du podium avec quatre secondes de retard sur le Kényan.
Favori pour le titre du classement Classique, le Kényan Geoffrey Gikuni Ndungu mène la course au Zumaia Flysch Trail Maratoia Erdia suivi de près par son rival, Sándor Szabó. Geoffrey hausse le rythme mais ne parvient pas à semer le Hongrois. Il défend sa position en tête pour remporter la victoire et le titre du classement Classique.
| Course                              | Vainqueur              | Deuxième               | Troisième           |
| ----------------------------------- | ---------------------- | ---------------------- | ------------------- |
| Course de montagne du Grossglockner | Lengen Lolkurraru      | Filimon Abraham        | Manuel Innerhofer   |
| Montée du Nid d'Aigle               | Xavier Chevrier        | Francesco Puppi        | Henri Aymonod       |
| Semi-marathon de Krkonoše           | Geoffrey Gikuni Ndungu | Timothy Kimutai Kirui  | Marek Chrascina     |
| Trophée Nasego                      | Petro Mamu             | Cesare Maestri         | Eric Muthomi Riungu |
| Canfranc-Canfranc 16K               | Antonio Martínez Pérez | Sándor Szabó           | Daniel Castillo     |
| Trofeo Ciolo                        | Petro Mamu             | Geoffrey Gikuni Ndungu | Alex Baldaccini     |
| Zumaia Flysch Trail Maratoia Erdia  | Geoffrey Gikuni Ndungu | Sándor Szabó           | Amets Aramberri     |

#### Femmes
La course de montagne du Grossglockner est dominée par les coureuses kényanes. Purity Kajuju Gitonga s'empare des commandes suivies par ses compatriotes Lucy Wambui Murigi et Joyce Muthoni Njeru. Cette dernière parvient à doubler Lucy pour talonner Purity. Les deux femmes se livrent à un duel serré pour la tête qui tourne à l'avantage de Joyce.
Lucy Wambui Murigi s'empare des commandes de la course de la Montée du Nid d'Aigle devant le duo français composé de Christel Dewalle et Anaïs Sabrié et largue ses adversaires. Christel fait ensuite parler ses talents de grimpeuse pour rattraper la Kényane sur la partie la plus raide du parcours mais Lucy parvient à renouer avec la victoire en 2 h 6 min 7 s, vingt secondes devant Christel mais à seulement deux secondes du record du parcours détenu par Isabelle Guillot. Anaïs complète le podium.
Seule Kényane présente au semi-marathon de Krkonoše, Joyce Muthoni Njeru s'empare des commandes de la course sur un rythme soutenu et file vers la victoire. La Tchèque Barbora Macurová crée la surprise en parvenant à tenir la deuxième place et en rattrapant une partie de son retard dans la descente finale. Elle termine avec 25 secondes de retard sur Joyce et décroche le titre national. L'expérimentée Pavla Schorná-Matyášová complète le podium.
Encouragée par sa bonne performance la veille au Vertical Nasego et désireuse de prendre sa revanche sur Andrea Mayr, l'Américaine Grayson Murphy prend la tête de course du Trophée Nasego, talonnée par les Kényanes Joyce Muthoni Njeru et Lucy Wambui Murigi. S'échappant en tête, Grayson creuse l'écart tandis qu'Andrea Mayr parvient à doubler les Kényanes pour prendre la deuxième place mais n'arrive pas à rattraper Grayson qui file vers la victoire. L'Italienne Francesca Ghelfi effectue une fin de course en trombe pour aller rafler la troisième marche du podium devant Joyce.
Annoncée comme grande favorite au Canfranc-Canfranc 16K après sa victoire au Trophée Nasego, l'Américaine Grayson Murphy ne déçoit pas et domine l'épreuve. Prenant le large dans la montée, elle ne faiblit pas dans la descente et s'impose en 1 h 57 min 43 s, terminant cinquième au classement scratch et battant le record féminin de l'épreuve de plus de dix minutes. L'ancienne détentrice du record, l'Espagnole Núria Gil, termine deuxième et la Française Nadège Servant troisième.
Les Kényanes Joyce Muthoni Njeru et Lucy Wambui Murigi prennent la tête du Trofeo Ciolo. Creusant l'écart en tête, elles s'offrent une confortable avance à mi-parcours. Derrière, les Italiennes Alice Gaggi et Alessia Scaini se livrent à un duel pour la troisième marche du podium. Joyce parvient à distancer sa compatriote pour remporter la victoire tandis qu'Alice bat Alessia pour la troisième place.
Grande favorite au titre, la Kényane Joyce Muthoni Njeru s'amuse des conditions pluvieuses au Zumaia Flysch Trail Maratoia Erdia et mène la course de bout en bout. Elle est suivie de près par sa compatriote Lucy Wambui Murigi qui la talonne jusqu'à la ligne d'arrivée. L'Italienne Alice Gaggi complète le podium à plus de sept minutes des Kényanes. Joyce Muthoni Njeru remporte le classement Classique haut la main avec quatre victoires.
| Course                              | Vainqueur           | Deuxième              | Troisième               |
| ----------------------------------- | ------------------- | --------------------- | ----------------------- |
| Course de montagne du Grossglockner | Joyce Muthoni Njeru | Purity Kajuju Gitonga | Lucy Wambui Murigi      |
| Montée du Nid d'Aigle               | Lucy Wambui Murigi  | Christel Dewalle      | Anaïs Sabrié            |
| Semi-marathon de Krkonoše           | Joyce Muthoni Njeru | Barbora Macurová      | Pavla Schorná-Matyášová |
| Trophée Nasego                      | Grayson Murphy      | Andrea Mayr           | Francesca Ghelfi        |
| Canfranc-Canfranc 16K               | Grayson Murphy      | Núria Gil Clapera     | Nadège Servant          |
| Trofeo Ciolo                        | Joyce Muthoni Njeru | Lucy Wambui Murigi    | Alice Gaggi             |
| Zumaia Flysch Trail Maratoia Erdia  | Joyce Muthoni Njeru | Lucy Wambui Murigi    | Alice Gaggi             |

### Résultats détaillés Vertical

#### Hommes
Tenant du titre du Vertical Nasego et grand favori, l'Italien Henri Aymonod assume son rôle et mène la course de bout en bout pour remporter la victoire. Il se voit talonner par son surprenant compatriote Andrea Rostan. L'Érythréen Petro Mamu complète le podium.
Avec une très faible participation étrangère le Broken Arrow Vertical Kilometer se joue entre les favoris locaux. Darren Thomas et Andy Wacker prennent les commandes de la course sur un rythme effréné mais Andy Wacker lève le pied en milieu de course et se fait doubler par ses adversaires. Darren Thomas parvient à maintenir le rythme pour s'imposer. David Sinclair s'empare de la deuxième position, suivi par Ryan Becker.
Vainqueur des deux dernières éditions du kilomètre vertical Chiavenna-Lagùnc, l'Italien Henri Aymonod est annoncé comme grand favori sur la finale. Il fait étalage de son talent et remporte aisément la victoire devant ses compatriotes Tiziano Moia et Nadir Maguet. Henri Aymonod remporte ainsi le classement de la catégorie Vertical ainsi que le classement général de la Coupe du monde.
| Course                              | Vainqueur     | Deuxième       | Troisième    |
| ----------------------------------- | ------------- | -------------- | ------------ |
| Vertical Nasego                     | Henri Aymonod | Andrea Rostan  | Petro Mamu   |
| Broken Arrow Vertical Kilometer     | Darren Thomas | David Sinclair | Ryan Becker  |
| Kilomètre vertical Chiavenna-Lagùnc | Henri Aymonod | Tiziano Moia   | Nadir Maguet |

#### Femmes
Le Vertical Nasego voit s'affronter la sextuple championne du monde de course en montagne et grande favorite Andrea Mayr et la championne du monde de course en montagne en titre Grayson Murphy venue courir pour la première fois en Europe et s'essayer également pour la première fois à la discipline du kilomètre vertical. Grayson attaque très tôt dans la course pour prendre les devants mais Andrea fait parler son expérience pour la doubler et s'emparer de la victoire. La Kényane Joyce Muthoni Njeru complète le podium.
Annoncée comme l'une des favorites sur le Broken Arrow Vertical Kilometer, Allie McLaughlin prend les commandes de la course dès le début et hausse le rythme après un kilomètre pour larguer ses adversaires. Elle remporte facilement la victoire. Hillary Allen parvient à effectuer une solide course pour remporter la deuxième place devant Grace Staberg.
Détentrice du record féminin du parcours du kilomètre vertical Chiavenna-Lagùnc, l'Autrichienne Andrea Mayr domine la course pour s'imposer en 35 min 42 s à deux secondes de son record. L'Italienne Francesca Ghelfi réalise une excellente course pour terminer deuxième devant la tenante du titre Sarah McCormack. Andrea Mayr remporte le classement de la catégorie Vertical grâce à ses deux victoires. La Kényane Joyce Muthoni Njeru termine à une modeste septième place mais cela lui permet de remporter le classement général de la Coupe du monde devant la Britannique Charlotte Morgan. La Kényane termine en outre deuxième du classement Vertical,.
| Course                              | Vainqueur        | Deuxième         | Troisième           |
| ----------------------------------- | ---------------- | ---------------- | ------------------- |
| Vertical Nasego                     | Andrea Mayr      | Grayson Murphy   | Joyce Muthoni Njeru |
| Broken Arrow Vertical Kilometer     | Allie McLaughlin | Hillary Allen    | Grace Staberg       |
| Kilomètre vertical Chiavenna-Lagùnc | Andrea Mayr      | Francesca Ghelfi | Sarah McCormack     |

## Classements

### Général

#### Hommes
| Rang          | Nom                    | Course 1 | Course 2 | Course 3 | Course 4 | Course 5 | Course 6 | Course 7 | Course 8 | Course 9 | Course 10 | Course 11 | Course 12 | Course 13 | Course 14 | Course 15 | Course 16 | Bonus | Points |
| ------------- | ---------------------- | -------- | -------- | -------- | -------- | -------- | -------- | -------- | -------- | -------- | --------- | --------- | --------- | --------- | --------- | --------- | --------- | ----- | ------ |
| Médaille d'or | Henri Aymonod          | 85       | 50       | 85       |          | 0        |          | 100      | 65       |          |           | 75        |           |           |           |           | 100       | 79    | 639    |
| 2             | Sándor Szabó           | 70       | 35       | 45       |          |          | 60       | 45       | 1        |          | 90        | 55        |           |           |           | 90        | 30        | 103   | 558    |
| 3             | Geoffrey Gikuni Ndungu |          | 80       |          |          |          | 100      | 1        | 80       |          |           | 90        |           |           |           | 100       | 40        | 55    | 546    |
| 4             | Raúl Criado Sánchez    | 25       |          |          | 85       |          | 1        |          |          | 85       | 70        |           |           |           | 100       |           | 0         | 40    | 406    |
| 5             | Petro Mamu             |          |          |          |          | 0        |          | 85       | 100      |          |           | 100       |           |           |           |           | 65        | 15    | 365    |
| 6             | Timotej Bečan          |          | 70       |          |          |          | 75       | 70       | 50       |          |           |           |           |           |           |           | 50        | 15    | 330    |

#### Femmes
| Rang          | Nom                 | Course 1 | Course 2 | Course 3 | Course 4 | Course 5 | Course 6 | Course 7 | Course 8 | Course 9 | Course 10 | Course 11 | Course 12 | Course 13 | Course 14 | Course 15 | Course 16 | Bonus | Points |
| ------------- | ------------------- | -------- | -------- | -------- | -------- | -------- | -------- | -------- | -------- | -------- | --------- | --------- | --------- | --------- | --------- | --------- | --------- | ----- | ------ |
| Médaille d'or | Joyce Muthoni Njeru |          | 100      |          |          |          | 100      | 85       | 80       |          |           | 100       |           |           |           | 100       | 65        | 55    | 685    |
| 2             | Charlotte Morgan    | 100      | 50       |          | 85       |          |          | 30       | 45       | 100      |           | 70        |           |           | 100       |           | 1         | 103   | 653    |
| 3             | Alice Gaggi         | 90       | 65       |          |          | 55       |          | 55       | 75       |          |           | 85        |           |           |           | 85        | 30        | 103   | 613    |
| 4             | Lucy Wambui Murigi  |          | 85       | 100      |          | 0        |          | 1        | 70       |          |           | 90        |           |           |           | 90        | 55        | 55    | 546    |
| 5             | Tímea Merényi       | 50       | 40       | 45       |          | 0        | 55       |          | 1        |          |           | 65        |           |           |           | 75        | 4         | 103   | 437    |
| 6             | Kitti Posztós       | 55       |          | 30       |          |          | 45       | 4        | 4        |          | 50        | 50        |           |           |           | 70        | 0         | 88    | 392    |

### Long
| Rang          | Nom                 | Course 1 | Course 2 | Course 3 | Course 4 | Course 5 | Course 6 | Points |
| ------------- | ------------------- | -------- | -------- | -------- | -------- | -------- | -------- | ------ |
| Médaille d'or | Raúl Criado Sánchez |          | 85       |          | 85       |          | 100      | 270    |
| 2             | Peter Fraňo         |          | 100      |          | 100      |          |          | 200    |
| 3             | Kamil Leśniak       | 60       | 75       |          |          |          |          | 135    |

| Rang          | Nom                 | Course 1 | Course 2 | Course 3 | Course 4 | Course 5 | Course 6 | Points |
| ------------- | ------------------- | -------- | -------- | -------- | -------- | -------- | -------- | ------ |
| Médaille d'or | Charlotte Morgan    | 100      | 85       |          | 100      |          | 100      | 300    |
| 2             | Marcela Vašínová    |          | 100      | 70       |          |          |          | 170    |
| 3             | Belén Pérez Riveiro |          |          |          | 70       |          | 85       | 155    |

### Classique
| Rang          | Nom                    | Course 1 | Course 2 | Course 3 | Course 4 | Course 5 | Course 6 | Course 7 | Points |
| ------------- | ---------------------- | -------- | -------- | -------- | -------- | -------- | -------- | -------- | ------ |
| Médaille d'or | Geoffrey Gikuni Ndungu | 80       |          | 100      | 80       |          | 90       | 100      | 290    |
| 2             | Sándor Szabó           | 35       | 45       | 60       | 1        | 90       | 55       | 90       | 240    |
| 3             | Henri Aymonod          | 50       | 85       |          | 65       |          | 75       |          | 225    |

| Rang          | Nom                 | Course 1 | Course 2 | Course 3 | Course 4 | Course 5 | Course 6 | Course 7 | Points |
| ------------- | ------------------- | -------- | -------- | -------- | -------- | -------- | -------- | -------- | ------ |
| Médaille d'or | Joyce Muthoni Njeru | 100      |          | 100      | 80       |          | 100      | 100      | 300    |
| 2             | Lucy Wambui Murigi  | 85       | 100      |          | 70       |          | 90       | 90       | 280    |
| 3             | Alice Gaggi         | 65       |          |          | 75       |          | 85       | 85       | 245    |

### Vertical
| Rang          | Nom           | Course 1 | Course 2 | Course 3 | Points |
| ------------- | ------------- | -------- | -------- | -------- | ------ |
| Médaille d'or | Henri Aymonod | 100      |          | 100      | 200    |
| 2             | Tiziano Moia  | 75       |          | 90       | 165    |
| 3             | Andrea Rostan | 90       |          | 70       | 160    |

| Rang          | Nom                 | Course 1 | Course 2 | Course 3 | Points |
| ------------- | ------------------- | -------- | -------- | -------- | ------ |
| Médaille d'or | Andrea Mayr         | 100      |          | 100      | 200    |
| 2             | Joyce Muthoni Njeru | 85       |          | 65       | 150    |
| 3             | Mojca Koligar       | 65       |          | 70       | 135    |